# Tokyo Tribe
Tokyo Tribe è un film del 2014 diretto da Sion Sono e basato sul manga Tokyo Tribe-2 di Santa Inoue.

## Trama
In un Giappone alternativo, la città di Tokyo è divisa in zone governate da gang criminali sempre pronte a lottare tra loro. Merra, leader della gang Bukuro Wu-RONZ, unisce le sue forze a quelle del sadico gangster Buppa, signore incontrastato di Buppa Town. Con il sostegno di Buppa, Merra intende avviare una guerra tra la Bukuro Wu-RONZ e la gang Musashino Saru di cui fa parte Kai, ex amico di Merra divenuto suo rivale. Durante uno scontro, Merra uccide Tera, leader della Musashino Saru, provocando così l'unificazione di tutte le altre gang contro quella di Merra e Buppa.

## Citazioni cinematografiche
- Le scene con le persone nude che fungono da arredamento ricorda la scena del "Korova Milk bar" di Arancia meccanica.
- In un dialogo si fa menzione al film Kill Bill: Volume 1. Sempre nello stesso dialogo la donna vestita di giallo afferma di essere Bruce Lee. Questo è un riferimento al film L'ultimo combattimento di Chen.
- La frase "waiting to exhale" è una citazione del film Donne.
- La frase "cold fish" è una citazione del film Cold Fish.

## Riconoscimenti
- 2015 - Asian Film Awards
  - Candidatura per il Miglior compositore a B.C.D.M.G.